# Dix-neuvième circonscription de Tokyo
La dix-neuvième circonscription de Tokyo (東京都第19区, Tōkyō-to dai-jūkyū-ku) est l'une des trente circonscriptions législatives que compte la préfecture métropolitaine de Tokyo.

## Description géographique
Entre 1994 et 2002, la dix-neuvième circonscription de Tokyo regroupait les villes de Kodaira, Kokubunji, Kunitachi, Tanashi et Hōya.
Entre 2002 et 2017, elle comprenait les villes de Kodaira, Kokubunji, Kunitachi et Nishitōkyō.
Entre 2017 et 2022, elle correspondait aux villes de Kodaira, Kokubunji et Nishitōkyō.
Depuis 2022, elle regroupe les villes de Kodaira, Kokubunji et Kunitachi,.

## Députés
| Législature | Début de mandat | Fin de mandat | Député élu              | Parti politique | Parti politique |
| ----------- | --------------- | ------------- | ----------------------- | --------------- | --------------- |
| 41e         | 1996            | 2000          | Yoshinori Suematsu (ja) |                 | PDJ             |
| 42e         | 2000            | 2003          | Yoshinori Suematsu (ja) |                 | PDJ             |
| 43e         | 2003            | 2005          | Yoshinori Suematsu (ja) |                 | PDJ             |
| 44e         | 2005            | 2009          | Yōhei Matsumoto (ja)    |                 | PLD             |
| 45e         | 2009            | 2012          | Yoshinori Suematsu      |                 | PDJ             |
| 46e         | 2012            | 2014          | Yōhei Matsumoto         |                 | PLD             |
| 47e         | 2014            | 2017          | Yōhei Matsumoto         |                 | PLD             |
| 48e         | 2017            | 2021          | Yōhei Matsumoto         |                 | PLD             |
| 49e         | 2021            | 2024          | Yoshinori Suematsu      |                 | PDC             |
| 50e         | 2024            | -             | Yoshinori Suematsu      |                 | PDC             |